# Ventärnen
Ventärnen är en sjö i Askersunds kommun i Närke och ingår i Motala ströms huvudavrinningsområde.
Sjön ingår i naturreservatet Ventärnen.